# Accident de train de Borki
L’accident de train de Borki est un accident ferroviaire survenu près de la gare de Borki (Birki), dont est victime le train impérial qui transportait le tsar Alexandre III et sa famille, le 17 octobre 1888 (29 octobre dans le calendrier grégorien).
L'accident cause la mort de 21 personnes, et en blesse entre 12 et 33 autres, mais ni le tsar ni aucun membre de sa famille ne sont blessés. Selon le compte rendu officiel de la catastrophe, le tsar Alexandre soutient sur ses épaules le toit effondré de la voiture où il se trouve, pendant que sa famille s'en échappe saine et sauve. Le fait que la famille impériale soit sortie indemne de l'accident est jugé comme miraculeux, et d'ailleurs exploité comme tel par la propagande impériale. L'enquête révèle que le train roulait trop vite compte tenu du nombre très important de voitures et de fourgons. 
À l'emplacement de l'accident, est construite par la suite une cathédrale orthodoxe. 

## L'accident

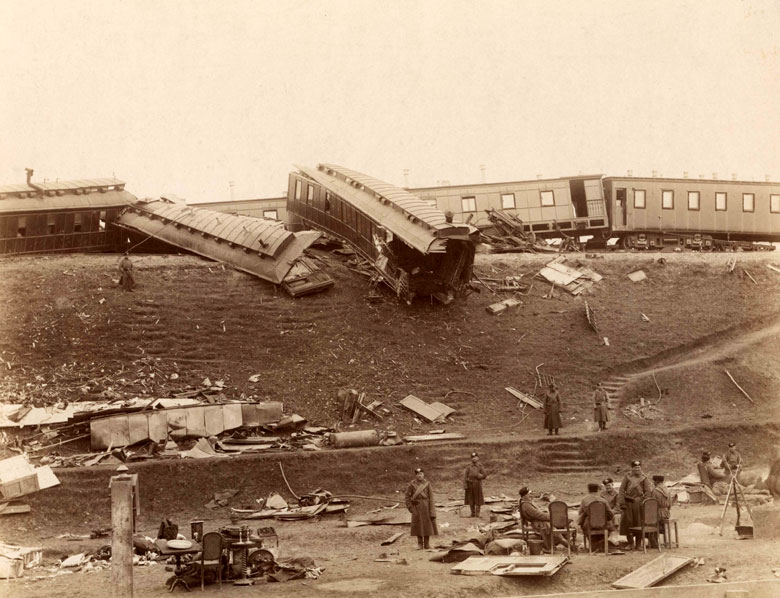
Photographie de 1888, montrant la voiture-restaurant et la voiture grand-ducale après l'accident.

La famille impériale se rendait de Crimée à Saint-Pétersbourg, lorsque l'accident se produisit, près de la gare de Borki, dans l'ancien gouvernement de Kharkov, dans l'Empire russe (aujourd'hui l'oblast de Kharkiv, en Ukraine), à 295 kilomètres au sud de Koursk. Contrairement aux règles appliquées alors pour les chemins de fer, qui limitaient les trains de passagers à 42 essieux, le train impérial, formé de quinze voitures et comportant 64 essieux, était largement au-delà de la limite de sécurité. Son poids restait cependant dans les normes fixées pour les trains de marchandises, mais le train roulait en réalité à la vitesse d'un train de passagers, ce qui nécessitait le recours à deux locomotives à vapeur. Cette configuration causait de dangereuses vibrations qui, selon Serge Witte, furent directement à l'origine du déraillement. Les problèmes techniques du train impérial étaient connus avant même l'accident, mais le train circulait ainsi depuis près d'une décennie, sans incident.
Vingt-et-une personnes furent tuées sur le coup. Selon la propagande officielle, corroborée par les Mémoires de Serge Witte, la famille impériale se trouvait dans la voiture-restaurant au moment de l'accident. Son toit s'effondra sous le choc, et le tsar Alexandre soutint sur ses épaules ce qu'il en restait pendant que les enfants fuyaient à l'extérieur de la voiture. Plus tard, les auteurs soviétiques, russes, et étrangers contredirent cette version des faits, affirmant que les parois de la voiture étaient demeurées suffisamment solides pour soutenir le toit,. Sur le moment, aucun des membres de la famille impériale ne parut avoir été blessé, mais le début de l'insuffisance rénale du tsar fut plus tard attribuée à la violence du choc souffert à Borki,.

## Propagande officielle

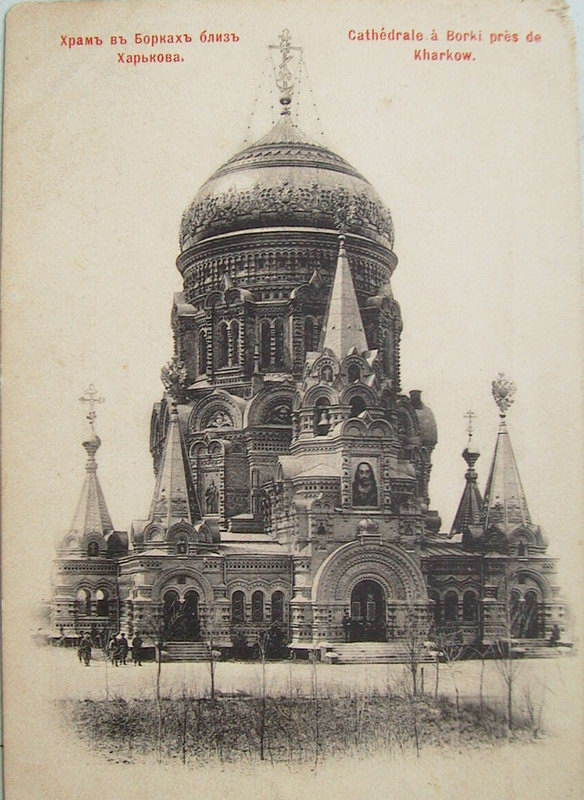
La cathédrale de Borki fut construite pour commémorer l'événement.

La survie des Romanov fut saluée par la population. Quand le tsar revint à Saint-Pétersbourg et se rendit à la cathédrale de Kazan, des étudiants de l'université voulurent dételer sa voiture pour la tirer eux-mêmes.
Aux yeux de l'Église orthodoxe russe, le salut de la famille impériale fut salué comme étant dû à l'intervention divine du Tout-Puissant. Des opuscules furent écrits par des prêtres, liant ce sauvetage miraculeux aux miracles accomplis par les icônes du XVIIe siècle à la fin de la grande peste de 1654-1655 ; les laïcs pensaient que les prières devant ces icônes avaient permis la survie du tsar. Une icône particulière, appelée Grâce divine du 17 octobre, peinte pour l'occasion, fut l'objet de nombreuses reproductions photographiques. Moscou, le cœur de l'orthodoxie russe, fut considéré comme la source du miracle ; un opuscule de l'époque déclarait que « le pouvoir dont Moscou s'était réclamé et qui l'avait exalté avait permis de nier les lois de la Nature ».

## L'enquête

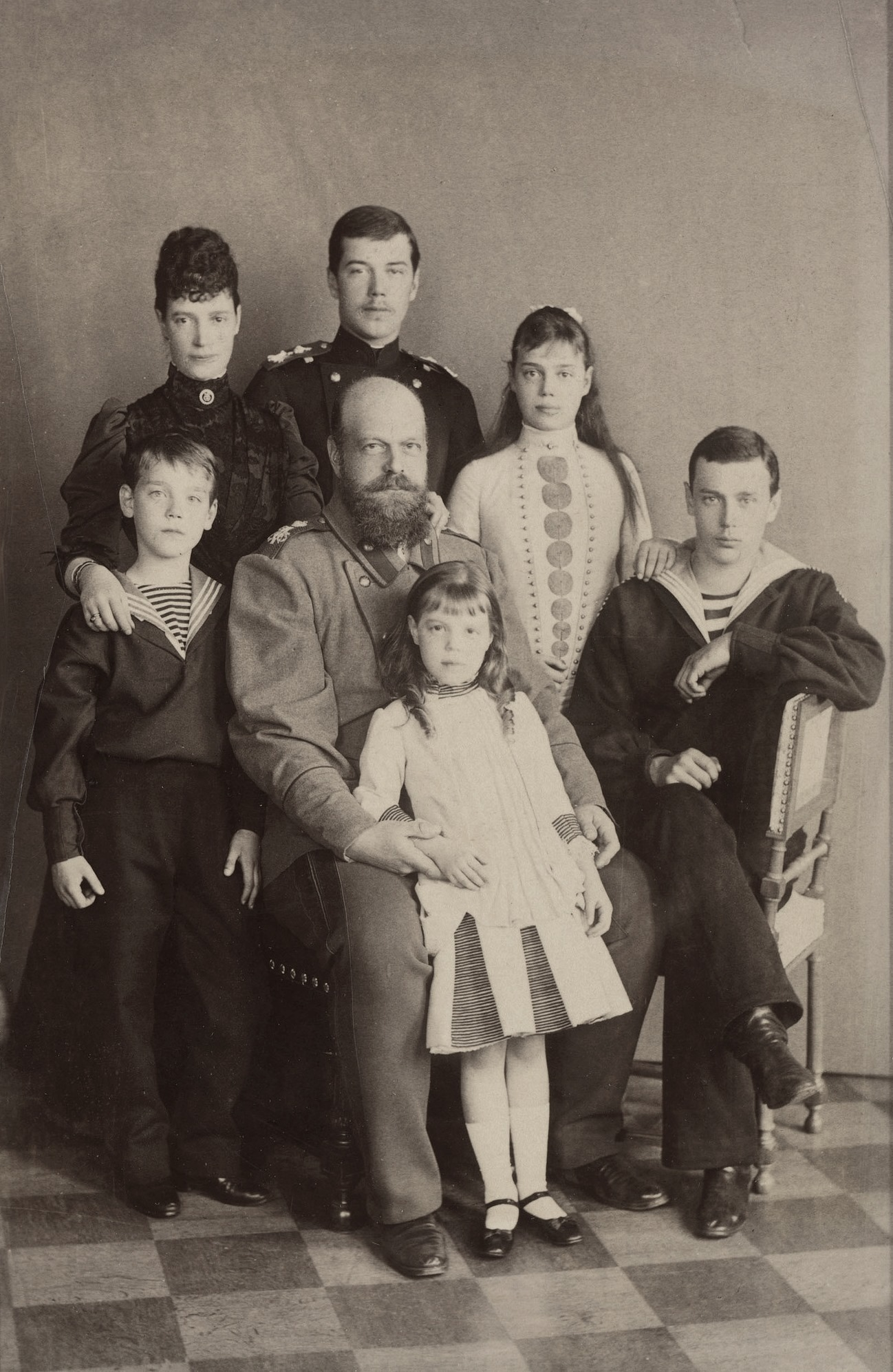
Photographie d'Alexandre III, empereur de Russie (1845-94) et de son épouse Maria Feodorovna, impératrice de Russie (1847-1928) avec leurs enfants, le tsarévitch Nicolas (1868-1918), plus tard Nicolas II, le grand-duc Georges Alexandrovitch (1871-99), la grande-duchesse Xenia Alexandrovna (1875-1960), le grand-duc Michel Alexandrovitch (1878-1918) et la grande-duchesse Olga Alexandrovna (1882-1960). Alexandre III est assis au centre du groupe avec la grande-duchesse Olga debout devant lui. Maria Feodorovna est debout derrière lui à gauche, sa main gauche sur son épaule et son bras droit autour du grand-duc Michel. Le tsarévitch Nicolas et la grande-duchesse Xenia sont debout à droite de leur mère. Le grand-duc Georges est assis à l'extrême droite, les jambes croisées et le bras gauche reposant sur le dossier de la chaise.

Immédiatement après l'accident, l'inspecteur en chef des chemins de fer, le baron Cherval, qui s'était brisé la jambe dans l'accident, chargea le responsable des chemins de fer Serge Witte (qui devait plus tard devenir premier ministre de Nicolas II), ainsi que Victor Kirpitchoff, directeur de l'université polytechnique de Kharkov, de mener l'enquête sur place. Plus tard, Anatoly Koni, un juriste de droit public influent, fut envoyé de Saint-Pétersbourg. 
Au cours des précédentes années, Serge Witte avait régulièrement été impliqué dans l'organisation des voyages du train impérial sur son réseau, et était bien connu du tsar. Deux mois avant l'accident, le tsar Alexandre, agacé par l'insistance de Serge Witte pour réduire la vitesse limite du train, l'avait publiquement réprimandé, lui et son chemin de fer, en faisant référence à l'origine ethnique de ses propriétaires : « Nulle part ailleurs on n'a réduit ma vitesse ; votre chemin de fer est impossible parce que c'est une voie juive ». Selon Witte, il avait informé plus tôt le gouvernement des déficiences de la configuration du train, en particulier le recours à deux locomotives accouplées et à des voitures-salons problématiques.
Les trois enquêteurs ne purent se mettre d'accord sur les causes directes de l'accident. Witte insista sur la vitesse excessive, en mettant hors de cause la gestion du réseau ; Kirpitchoff mit en cause des traverses de bois pourries, cependant que Koni, de son côté, fit porter le blâme sur la voie ferrée, en déchargeant les officiels de toute responsabilité. Witte, en particulier, choisit une analyse médiane, en mettant en cause les officiels de l'État, mais en mettant hors de cause le ministre des Communications, Konstantin Possiet. Au bout du compte, le tsar préféra clore l'enquête discrètement, en permettant à Cherval et à Possiet de prendre leur retraite, et en nommant Witte directeur des chemins de fer impériaux. En dépit des efforts de Serge Witte, la gestion du réseau n'échappa pas à l'attention du public. L'entrepreneur qui avait construit la ligne Koursk-Kharkov, Samuel Poliakov, mort deux mois avant l'accident, se vit critiqué à titre posthume pour la qualité inférieure de la construction de la voie ferrée. Le public lui attribua en particulier un gravillon de qualité inférieure pour le ballast de la voie, qui faillit à son rôle d'amortisseur des vibrations des rails.

## Mémoire

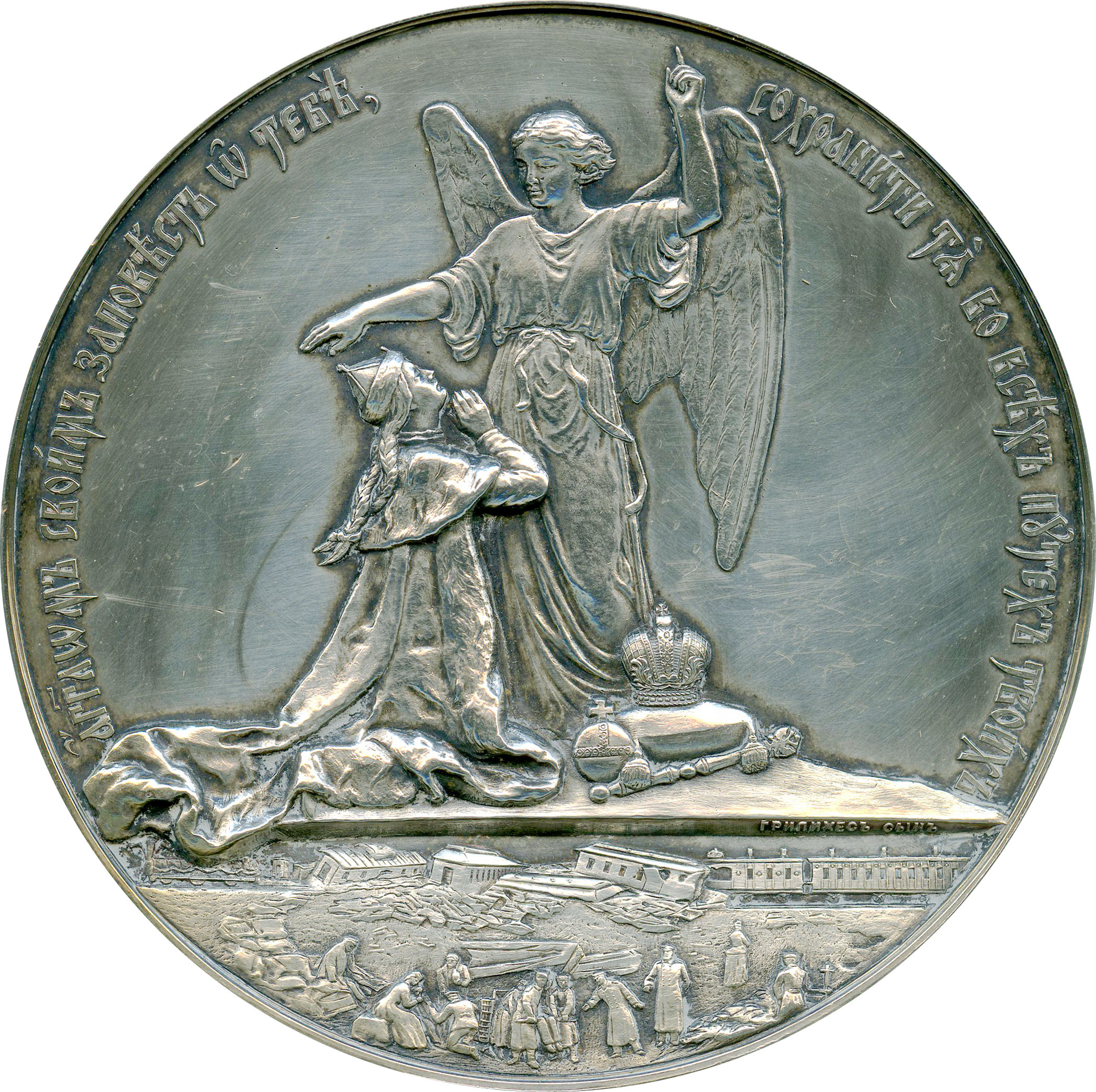
Abner Griliches : Médaille commémorative (1888).
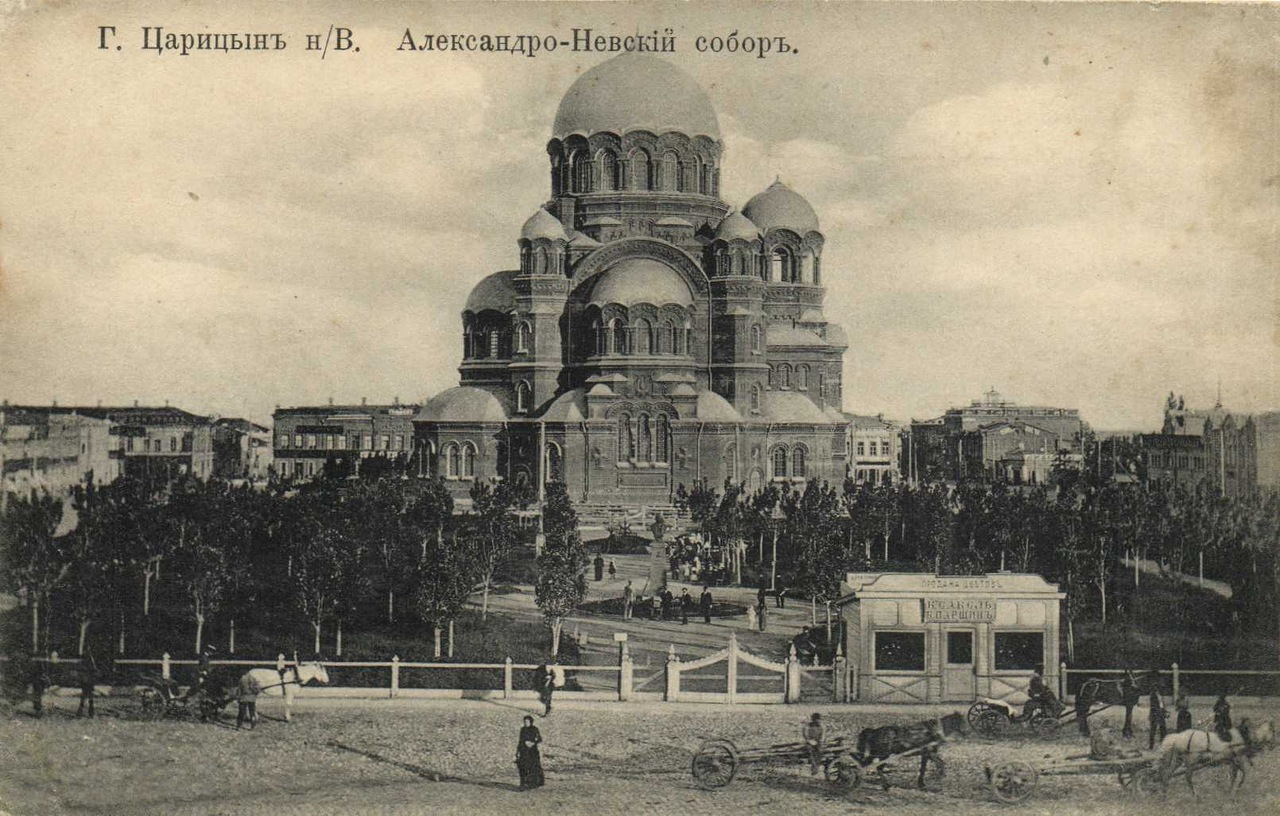
érection de la Cathédrale Saint-Alexandre-Nevski de Tsaritsyne.
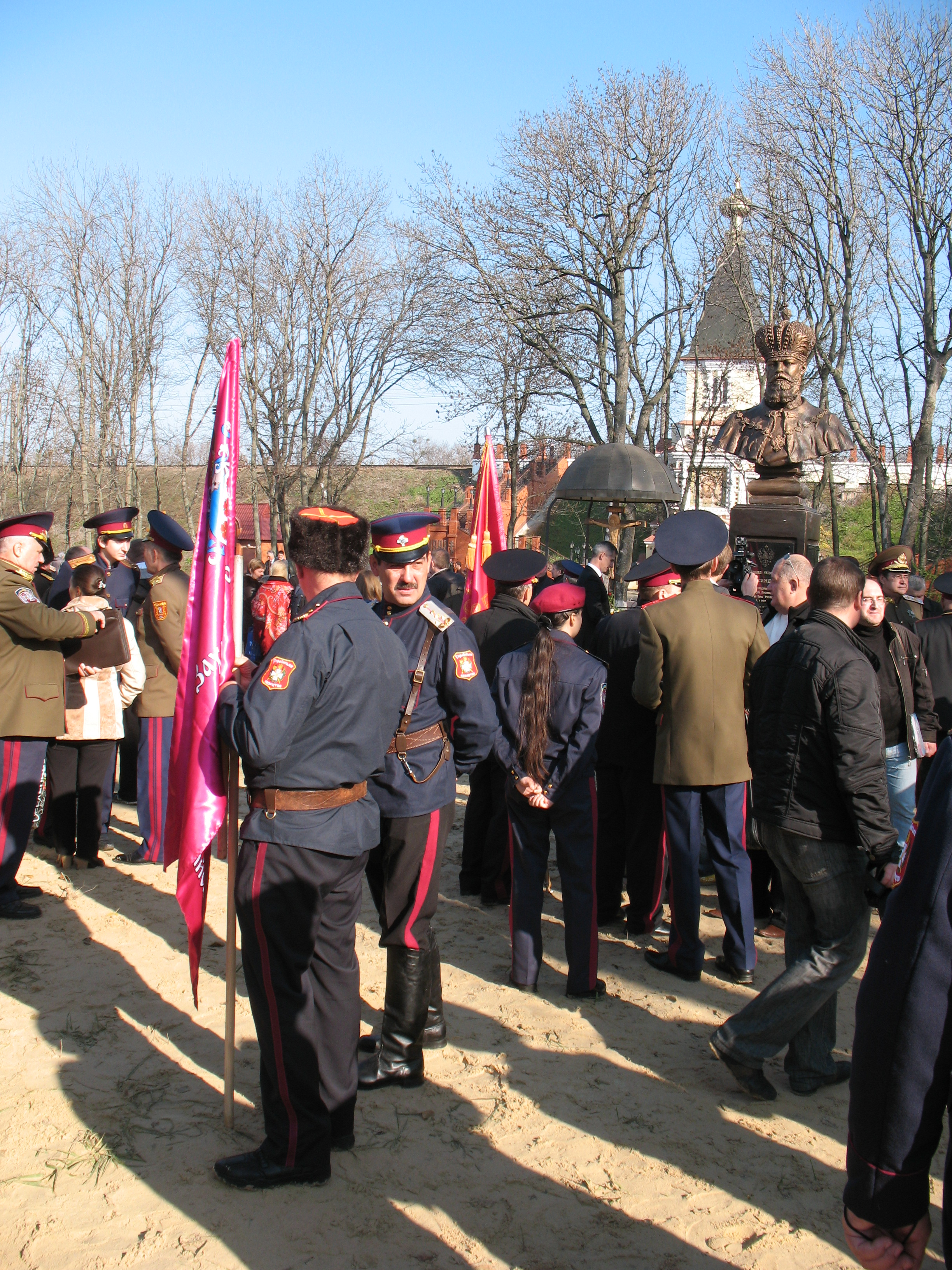
2013 inauguration du monument Alexandre III à Birki.

Cet accident a fait l'objet de l'émission d'une médaille commémorative par Abner Griliches.